# Огъст Дърлет
Огъст Дърлет (на английски: August William Derleth) е американски писател.
Въпреки че е най-известен като първия издател на произведенията на Хауърд Лъвкрафт и като продължител на историите за „Митовете Ктулху“ в жанра на ужасите, той е и водещ писател на своето време, който твори изключително плодотворно и в редица други жанрове, вкл. исторически и криминални романи, научна фантастика, поезия, есета, литературна критика и биографии.

## Биография
Огъст Дърлет е роден в Саук Сити, щата Уисконсин, в семейството на Уилям Юлиус Дерлет (William Julius Derleth) и Роза Луис Волк (Rose Louise Volk). На 16-годишна възраст публикува първия си разказ в списанието „Свръхестествени истории“ („Weird Tales“). Следва в Уисконсинския университет в Мадисън и получава степен бакалавър по изкуство. По време на следването си пише разкази и за кратко е редактор на списанието „Mystic Magazine“.
В средата на 1930-те години организира „Ranger's Club“ за младежи, работи като чиновник и офицер, чете лекции по американска регионална литература в Уисконсинския университет. През 1941 г. става литературен редактор на медисънския вестник „The Capital Times“, като работи като такъв до 1960 г. Дърлет се жени на 6 април 1953 г. за Сандра Евелин Уинтърс и се развежда 6 години по-късно – през 1959 г. През 1960 г. Дърлет става издател и редактор на списанието „Hawk and Whippoorwill“, публикуващо поезия за човека и природата.
Огъст Дърлет е съвременник и близък приятел на Хауърд Лъвкрафт. Той измисля термина „Митовете Ктулху“ за вселената, описана в серията разкази на Лъвкрафт и други писатели от неговия кръг. След смъртта на Лъвкрафт през 1937 г., Огъст Дърлет и Доналд Уондрей решават да издадат разказите на Лъвкрафт в отделен сборник. През 1939 г. двамата основават издателството „Arkham House“, името на което е взето от произведенията на Лъвкрафт, в които често се споменава град Аркхам, щата Масачузетс. През 1939 г. „Arkham House“ издава сборника „The Outsider and Others“, включващ голяма част от разказите на Лъвкрафт. Издателството започва редовни публикации след втората си издадена книга – сборник с разказите на Дърлет „Someone in the Dark“, издаден през 1941 г.
Дърлет също написва няколко произведения, основани на бележките и записките на Лъвкрафт, които първоначално публикува в списанието „Свръхестествени истории“, а по късно в общ сборник с автори Г. Ф. Лъвкрафт и Огъст Дърлет. По-късно Дърлет написва и издава още два сборника с разкази за „Митовете Ктулху“: „Маската на Ктулху“ (1958) и „По следите на Ктулху“ (1962).
В течение на живота си Огъст Дърлет написва повече от 150 разказа и публикува повече от 100 книги в различни жанрове – фантастика, ужаси, исторически, криминални, поезия, есета и литературна критика. Той създава няколко произведения с главен герой Солар Понс, чийто прототип е легендарният Шерлок Холмс.
Огъст Дърлет публикува и под псевдонимите Стивън Грендън (Stephen Grendon), Кенън Холмс (Kenyon Holmes) и Тали Мейсън (Tally Mason).
Носител е на наградите „O'Brien Roll of Honour for short story“ (1933), „Guggenheim fellowship“ (1938), „Scholastic award“ (1958), „Midland Authors award“ – за поезия (1965), и „Ann Radcliffe award“ (1967).
Умира на 4 юли 1971 г. и е погребан в гробището „Свети Алойзий“ в Саук Сити. В негова чест е наречен мост на магистрала US 12 на река Уисконсин.

### Романи
Сага „Sac Prairie“
- Still is the Summer Night (1937)
- Wind Over Wisconsin (1938)
- Any Day Now (1938)
- Restless is the River (1939)
- Evening in Spring (1941)
- Sweet Genevieve (1942)
- Shadow of Night (1943)
- The Shield of the Valiant (1945)
- The House of Moonlight (1953)

Други романи
- Murder Stalks the Wakely Family (1934)
- The Man on All Fours (1934)
- Three Who Died (1935)
- Sign of Fear (1935)
- Sentence Deferred (1939)
- The Narracong Riddle (1940)
- Bright Journey (1940)
- The Seven Who Waited (1943)
- Mischief in the Lane (1944)
- No Future for Luana (1945)
- Oliver, The Wayward Owl (1945)
- The Country of the Hawk (1952)
- The Captive Island (1952)
- Fell Purpose (1953)
- Death by Design (1953)
- Empire of Fur (1953)
- Land of Gray Gold (1954)
- Land of Sky Blue Waters (1955)
- The House on the Mound (1958)
- The Moon Tenders (1958)
- Wilbur, The Trusting Whippoorwill (1959)
- The Mill Creek Irregulars (1959)
- The Hills Stand Watch (1960)
- The Pinkertons Ride Again (1960)
- The Ghost of Black Hawk Island (1961)
- Sweet Land of Michigan (1962)
- The Tent Show Summer (1963)
- The Beast in Holger's Woods (1968)
- The Prince Goes West (1968)

### Сборници с разкази
Сага „Sac Prairie“
- Place of Hawks (1935)
- Country Growth (1940)
- Wisconsin Earth: A Sac Prairie Sampler (1948)
- Sac Prairie People (1948)
- Wisconsin in Their Bones (1961)
- Country Matters (1996)
- Return to Sac Prairie (1996)
- The Lost Sac Prairie Novels (2000), including The Odyssey of Janna Meade (first published in the Star Weekly Magazine 3 декември 1949); The Wind in the Cedars (also as Happiness Shall Not Escape) (first published in Redbook Magazine, January 1946), Lamplight for the Dark (first published in Redbook Magaizine January 1941); Shane's Girls (also as Happiness is a Gift) (first published in Redbook Magazine 1948)

Серия за детектива Солар Понс
- „In Re: Sherlock Holmes“-The Adventures of Solar Pons – (UK: The Adventures of Solar Pons) (1945)
- The Memoirs of Solar Pons (1951)
- Three Problems for Solar Pons (1952)
- The Return of Solar Pons (1958)
- The Reminiscences of Solar Pons (1961)
- Mr. Fairlie's Final Journey (1968)
- The Casebook of Solar Pons (1965)
- A Praed Street Dossier (1968)
- The Chronicles of Solar Pons (1973)
- The Solar Pons Omnibus (1982)
- The Final Adventures of Solar Pons (1998)

 Ужаси и „Митовете на Ктулху“
- Someone in the Dark (1941)
- Something Near (1945)
- Not Long for this World (1948)
- The Survivor and Others (1957) в съавт. с Хауърд Лъвкрафт
- The Mask of Cthulhu (1958)
- Lonesome Places (1962)
- The Trail of Cthulhu (1962)
- Mr. George and Other Odd Persons (1963) като Stephen Grendon
- Colonel Markesan and Less Pleasant People (1966) в съавт. с Марк Шорър
- The Watchers Out of Time and Others (1974) в съавт. с Хауърд Лъвкрафт
- Dwellers in Darkness (1976)
- In Lovecraft's Shadow (1998)
- Who Shall I Say is Calling & Other Stories (2009)
- The Sleepers and Other Wakeful Things(2009)
- August Derleth's Eerie Creatures (2009)
- That Is Not Dead: The Black Magic & Occult Stories by August Derleth (2009)

Научна фантастика
- Harrigan's File (1975)

Други
- Consider Your Verdict (1937) като Tally Mason

### Фантастика и ужаси: разкази и новели
- Bat's Belfry (1926)
- The Coffin of Lissa (1926)
- The Devil's Pay (1926)
- The Night Rider (1927)
- The River (1927)
- The Sleepers (1927)
- The Turret Room (1927)
- The Conradi Affair (1928) в съавт. с Carl W. Ganzlin
- The Philosophers' Stone (1928)
- The Statement of Justin Parker (1928)
- The Tenant at Number Seven (1928)
- The Tenant (1928)
- The Three-Storied House (1928)
- „Melodie in E Minor“ (1929)
- The Deserted Garden (1929)
- A Dinner at Imola (1929)
- He Shall Come (1929)
- The House on the Highway (1929)
- The Inheritors (1929)
- An Occurrence in an Antique Shop (1929)
- Old Mark (1929)
- Scarlatti's Bottle (1929)
- „Just a Song at Twilight“ (1930)
- Across the Hall (1930)
- The Lilac Bush (1930)
- A Matter of Sight (1930)
- Mrs. Bentley's Daughter (1930)
- The Pacer (1930)
- The Portrait (1930)
- The Whistler (1930)
- The Bridge of Sighs (1931)
- The Captain Is Afraid (1931)
- Prince Borgia's Mass (1931)
- The Bishop Sees Through (1932)
- The Shadow on the Sky (1932)
- The Sheraton Mirror (1932)
- Those Who Seek (1932)
- The House In the Magnolias (1932)
- Birkett's Twelfth Corpse (1933)
- An Elegy for Mr. Danielson (1933)
- Nellie Foster (1933)
- The Thing that Walked on the Wind (1933)
- The Vanishing of Simmons (1933)
- The White Moth (1933)
- A Cloak From Messer Lando (1934)
- Feigman's Beard (1934)
- The Metronome (1934)
- Wild Grapes (1934)
- Mr. Berbeck Had a Dream (1935)
- Muggridge's Aunt (1935)
- Lesandro's Familiar (1936)
- The Return of Sarah Purcell (1936)
- The Satin Mask (1936)
- The Telephone in the Library (1936)
- Glory Hand (1937)
- McGovern's Obsession (1937)
- The Panelled Room (1937)
- The Shuttered House (1937)
- The Wind from the River (1937)
- Three Gentlemen in Black (1938)
- Logoda's Heads (1939)
- Mrs. Elting Does Her Part (1939)
- The Second Print (1939)
- The Return of Hastur (1939)
- After You, Mr. Henderson (1940)
- Bramwell's Guardian (1940)
- The Sandwin Compact (1940)
- „Come to Me!“ (1941)
- Altimer's Amulet (1941)
- Beyond the Threshold (1941)
- Compliments of Spectro (1941)
- Ithaqua (1941)
- Here, Daemos! (1942)
- Lansing's Luxury (1942)
- Mrs. Corter Makes Up Her Mind (1942)
- Headlines for Tod Shayne (1942)
- Mr. Ames' Devil (1942)
- Baynter's Imp (1943)
- McElwin's Glass (1943)
- No Light for Uncle Henry (1943)
- A Thin Gentleman with Gloves (1943)
- A Wig for Miss DeVore (1943)
- No Light for Uncle Henry (1943)
- The Dweller in Darkness (1944)
- Lady Macbeth of Pimley Square (1944)
- Pacific 421 (1944)
- The Trail of Cthulhu (The House on Curwen Street) (1944)
- Carousel (1945)
- The God-Box (1945)
- The Inverness Cape (1945)
- The Lost Day (1945)
- Mrs. Lannisfree (1945)
- The Watcher from the Sky (1945)
- A Collector of Stones (1946)
- Pikeman (1946)
- A Little Knowledge (1948)
- The Lonesome Place (1948)
- Saunder's Little Friend (1948)
- Something in Wood (1948)
- The Whippoorwills in the Hills (1948)
- Kingsridge 214 (1949)
- The Slayers and the Slain (1949)
- The Testament of Claiborne Boyd (The Gorge Beyond Salapunco) (1949)
- Twilight Play (1949)
- The Closing Door (1950)
- The Fifth Child (1950)
- The Island Out of Space (1950)
- The Ormolu Clock (1950)
- Potts' Triumph (1950)
- A Room in a House (1950)
- The Keeper of the Key (1951)
- A Knocking in the Wall (1951)
- The Man Who Rode the Saucer (1951)
- The Other Side of the Wall (1951)
- Something from Out There (1951)
- „Who Shall I Say is Calling?“ (1952)
- The Black Island (1952)
- The Lost Path (1952)
- McIlvaine's Star (1952)
- The Night Road (1952)
- The Place of Desolation (1952)
- „Sexton, Sexton, in the Wall“ (1953)
- Century Jumper (1953)
- A Corner for Lucia (1953)
- The Detective and the Senator (1953)
- The Disc Recorder (1953)
- The Ebony Stick (1953)
- The House in the Valley (1953)
- Invaders from the Microcosm (1953)
- The Maugham Obsession (1953)
- A Traveler in Time (1953)
- Mark VII (1954)
- The Mechanical House (1954)
- The Penfield Misadventure (1954)
- The Place in the Woods (1954)
- The Remarkable Dingdong (1954)
- Thinker, Mark VII (1954)
- The Dark Boy (1956)
- The Martian Artifact (1957)
- The Seal of R'lyeh (1957)
- Halloween for Mr. Faulkner (1959)
- Lovecraft and „The Pacer“ (excerpt) (1959)
- The Adventure of the Intarsia Box (1964)
- By Rocket to the Moon (1965)
- Ferguson's Capsules (1966)
- The Adventure of the Unique Dickensians (1968)
- An Eye for History (1975)
- Protoplasma (1975)

### Списания (Сага „Sac Prairie“)
- Atmosphere of Houses (1939)
- Village Year: A Sac Prairie Journal (1941)
- Village Daybook (1947)
- Countryman's Journal (1963)
- Walden West (1961)
- Wisconsin Country: A Sac Prairie Journal (1965)
- Return to Walden West (1970)

### Поезия
- Incubus (1934)
- Omega (1934)
- To a Spaceship (1934)
- Man and the Cosmos (1935)
- „Only Deserted“ (1937)
- The Shores of Night (1947)
- Providence: Two Gentlemen Meet at Midnight (1948)
- Jacksnipe Over (1971)
- Something Left Behind (1971)

### Поетични антологии
- Hawk on the Wind (1938)
- Man Track Here (1939)
- Here on a Darkling Plain (1940)
- Wind in the Elms (1941)
- Rind of Earth (1942)
- And You, Thoreau! (1944)
- Selected Poems (1944)
- The Edge of Night (1945)
- Habitant of Dusk (1946)
- A Boy's Way (1947) (илюстрации на Claire Victor Dwiggins)
- It's a Boy's World (1948)
- Rendezvous in a Landscape (1952)
- Psyche (1953)
- Country Poems (1956)
- West of Morning (1960)
- This Wound (1962)

### Есета и статии
- Въведение (The Mask of Cthulhu) (неизв.)
- Предисловие (Who Knocks?) (1946)
- Предисловие (The Night Side) (1947)
- Въведение (The Sleeping and the Dead) (1947)
- Предисловие (Not Long for This World) (1948)
- Въведение (Strange Ports of Call) (1948)
- Въведение (The Other Side of the Moon) (1949)
- Въведение (Beyond Time and Space) (1950)
- Предисловие (The Outer Reaches) (1951)
- Въведение (The Haunter of the Dark) (1951)
- Въведение (Beachheads in Space) (1952)
- Въведение (Worlds of Tomorrow) (1953)
- Предисловие (Time to Come) (1954)
- Въведение (Beachheads in Space) (1954)
- Въведение (Portals of Tomorrow) (1954)
- Въведение (Worlds of Tomorrow) (1955)
- Предисловие (Dark Mind, Dark Heart) (1962)
- Предисловие (Time to Come) (1963)
- H. P. Lovecraft And His Work (1963)
- H. P. Lovecraft And His Work (1963)
- Въведение (Mr. George and Other Odd Persons) (1963)
- Въведение (Worlds of Tomorrow) (1963)
- Въведение (Beachheads in Space) (1964)
- Въведение (From Other Worlds) (1964)
- Предисловие (The Night Side) (1966)
- Предисловие (The Unspeakable People) (1969)
- Clark Ashton Smith: Master of Fantasy (1974) в съавт. С Доналд Уондрей

### Биографии
- Still Small Voice (1940) – биография на Зона Гейл
- H.P.L.: A Memoir (1945)
- Some Notes on H. P. Lovecraft (1959)
- Concord Rebel: A Life of Henry D. Thoreau (1962)
- Emerson, Our Contemporary (1970)

### Исторически романи
- The Wisconsin: River of a Thousand Isles (1942)
- The Milwaukee Road: Its First Hundred Years (1948)
- Saint Ignatius and the Company of Jesus (1956)
- Columbus and the New World (1957)
- Father Marquette and the Great Rivers (1959)
- Wisconsin Murders (1968)

### Антологии
- Poetry Out of Wisconsin (1937)
- Sleep No More (1944)
- Who Knocks? (1946)
- The Night Side (1946)
- The Sleeping and the Dead (1947)
- Strange Ports of Call (1948)
- The Other Side of the Moon (1949)
- Beyond Time and Space (1950)
- Far Boundaries (1951)
- The Outer Reaches (1951)
- Beachheads in Space (1952)
- Night's Yawning Peal: A Ghostly Company (1952)
- Worlds of Tomorrow (1953)
- Portals of Tomorrow (1954)
- Time to Come (1954)
- Dark Mind, Dark Heart (1962)
- New Worlds for Old (Derleth) (1963)
- The Sleeping and the Dead (1963)
- The Time of Infinity (1963)
- The Unquiet Grave (1963)
- When Evil Wakes (1963)
- From Other Worlds (1964)
- Over the Edge (1964)
- Travellers by Night (1967)
- Tales of the Cthulhu Mythos (1969)
- Dark Things (1971)
- New Horizons: Yesterday's Portraits of Tomorrow (1998)

### Под псевдонима Stephen Grendon
- The Drifting Snow (1939)
- A Gentleman from Prague (1944)
- Alannah (1945)
- Dead Man's Shoes (1946)
- Bishop's Gambit (1947)
- The Extra Passenger (1947)
- The Ghost Walk (1947)
- Mr. George (1947)
- Parrington's Pool (1947)
- Blessed Are the Meek (1948)
- Mara (1948)
- The Night Train to Lost Valley (1948)
- The Tsanta in the Parlor (1948)
- The Tsantsa in the Parlor (1948)
- The Wind in the Lilacs (1948)
- The Blue Spectacles (1949)
- Mrs. Manifold (1949)
- Open, Sesame! (1949)
- The Song of the Pewee (1949)
- The Man on B-17 (1950)
- Balu (1949)
- Miss Esperson (1962)

### В съавторство сХауърд Лъвкрафт
- The Lurker at the Threshold (1945)
- The Survivor (1954)
- Wentworth's Day (1957)
- The Gable Window (1957)
- The Shadow Out of Space (1957)
- The Ancestor (1957)
- The Lamp of Alhazred (1957)
- The Peabody Heritage (1957)
- The Shuttered Room (1959)
- The Dark Brotherhood (1966)
- The Horror from the Middle Span (1967)
- Innsmouth Clay (1971)
- The Watchers Out of Time (1974) (незавършен)

### В съавторство с Марк Шорър
- The Elixir of Life (1926)
- The Marmoset (1926)
- The Black Castle (1927)
- The Owl on the Moor (1928)
- Riders in the Sky (1928)
- The Pacer (1930)
- In the Left Wing (1932)
- The Lair of the Star-Spawn (1932)
- Laughter in the Night (1932)
- Red Hands (1932)
- The Carven Image (1933)
- The Return of Andrew Bentley (1933)
- Colonel Markesan (1934)
- A Matter of Faith (1934)
- Death Holds the Post (1936)
- They Shall Rise (1936)
- The Woman at Loon Point (1936)
- Spawn of the Maelstrom (1939)
- The Vengeance of Ai (1939)
- The Occupant of the Crypt (1947)
- The Figure with the Scythe (1973)

### В съавторство с други автори
- The Churchyard Yew (1947) с Joseph Sheridan Le Fanu
- The Adventure of the Snitch in Time (1953) с Мак Рейнолдс
- The Adventure of the Ball of Nostradamus (1955) с Мак Рейнолдс
- The House in the Oaks (1971) с Робърт Хауърд